# Klazomenische Vasenmalerei
Die Klazomenische Vasenmalerei war ein regionaler Stil der Griechischen Vasenmalerei und gehörte zur Ostgriechischen Vasenmalerei.

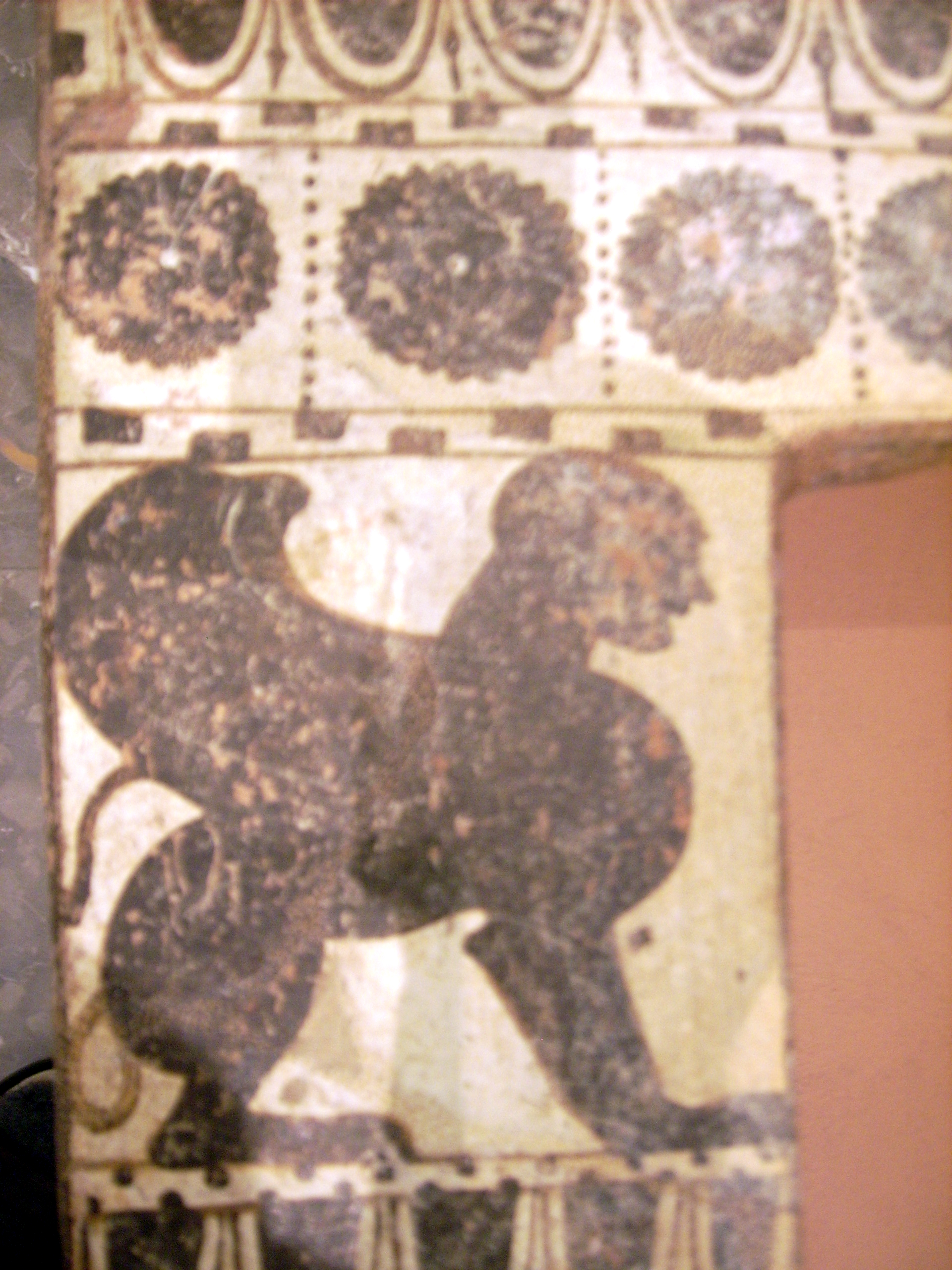
Sphinx, Detail eines Klazomenischen Sarkophags

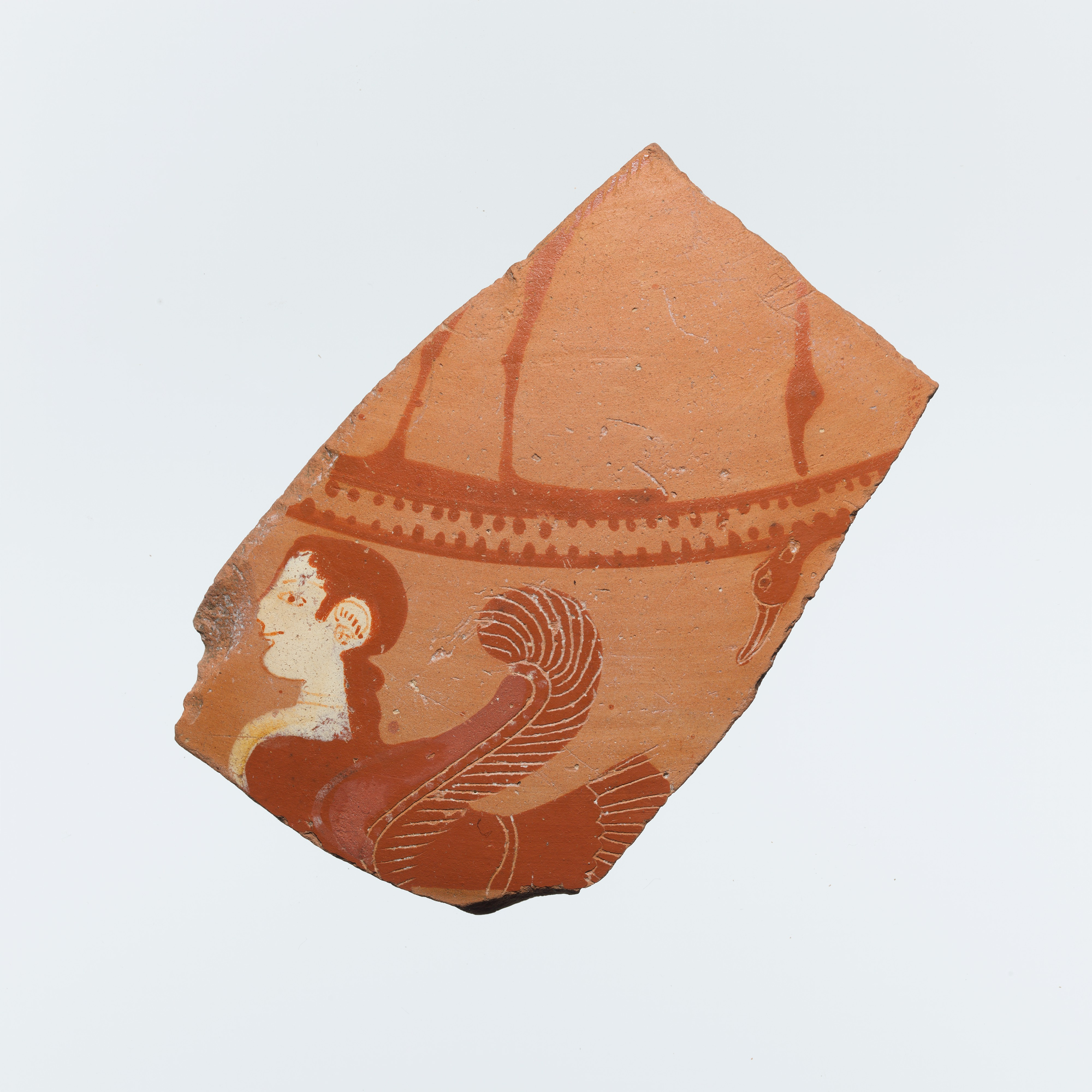
Sirene, Schwan und Kranich auf einer Scherbe der Urla-Gruppe; zwischen 540 und 515 v. Chr.; Metropolitan Museum of Art (37.11.4).

In Klazomenai bemalte man um die Mitte des 6. Jahrhunderts v. Chr. (etwa 550 bis 530 v. Chr.) vor allem Amphoren und Hydrien sowie tiefe Schüsseln mit flächigen, kantig wirkenden Figuren. Die Gefäße sind wenig elegant gearbeitet. Gerne werden Frauenreigen oder Tiere abgebildet. Führende Werkstätten waren die des Tübingen-Malers, des Petrie-Malers und der Urla-Gruppe. Der Großteil der Vasen wurde in Naukratis und im 525 v. Chr. aufgegebenen Tell Defenneh gefunden. Die Herkunft war zunächst unklar, Robert Zahn erkannte durch Vergleiche mit den Bildern auf sogenannten Klazomenischen Sarkophagen die Herkunft. Nicht selten wurde Keramik mit plastischen Frauenmasken verziert. Mythologische Szenen werden selten gezeigt, beliebt sind Schuppenornamente, Reihen weißer Punkte und steif wirkende Frauenreigen. Singulär und ungewöhnlich war die Darstellung eines Herolds vor einem König und einer Königin. Kennzeichnend für Männer waren im Allgemeinen gewaltige Spatenbärte. Schon seit 600 und bis etwa 520 v. Chr. wurden wahrscheinlich in Klazomenai die Rosettenschalen, Nachfolger der Ostgriechischen Vogelschalen, hergestellt.